# Muhabbet
Muhabbet, właściwie Murat Ersen jest niemieckim piosenkarzem wykonującym muzykę w stylu pop, R'n'B i hip hop. Współpracuje z raperami z Aggro Berlin nagrał kawałki z Fler i Alpa Gun.
W 2008 roku ma wyjść nowa płyta utrzyma w stylu klubowym.

## Dyskografia

### Albumy
- 2005: Orientalo
- 2006: R'nBesk
- 2007: R'nBesk - In Deinen Straßen